# Cellarengo
Cellarengo (Slarengh in piemontese) è un comune italiano di 725 abitanti della provincia di Asti in Piemonte.

## Storia

### Simboli
Lo stemma e il gonfalone sono stati concessi con decreto del presidente della Repubblica del 22 ottobre 1987.
(D.P.R. del 22 ottobre 1987)
Il gonfalone è un drappo troncato di rosso e di giallo.

## Società

### Evoluzione demografica
Abitanti censiti

## Cultura

### Scuole
Dal 2015 a Cellarengo si tiene la VASS School, scuola di formazione per professionisti nel settore dell'edilizia la cui prima edizione è stata sviluppata nell'ambito di un Bando di concorso per Laureati in Architettura.

## Amministrazione
Di seguito è presentata una tabella relativa alle amministrazioni che si sono succedute in questo comune.
| Periodo        | Periodo        | Primo cittadino  | Partito              | Carica  | Note  |
| -------------- | -------------- | ---------------- | -------------------- | ------- | ----- |
| 20 giugno 1985 | 21 maggio 1990 | Giuseppe Miletto | Democrazia Cristiana | Sindaco | [ 7 ] |
| 21 maggio 1990 | 30 aprile 1992 | Giuseppe Miletto | Democrazia Cristiana | Sindaco | [ 7 ] |
| 9 maggio 1992  | 24 aprile 1995 | Mario Gianolio   | Democrazia Cristiana | Sindaco | [ 7 ] |
| 24 aprile 1995 | 14 giugno 1999 | Walter Gallo     | centro               | Sindaco | [ 7 ] |
| 14 giugno 1999 | 14 giugno 2004 | Walter Gallo     | lista civica         | Sindaco | [ 7 ] |
| 14 giugno 2004 | 8 giugno 2009  | Lido Maucci      | lista civica         | Sindaco | [ 7 ] |
| 8 giugno 2009  | 26 maggio 2014 | Roberto Gianolio | lista civica         | Sindaco | [ 7 ] |
| 26 maggio 2014 | in carica      | Adriana Bucco    | lista civica         | Sindaco | [ 7 ] |